# Locazione operativa
La locazione operativa o noleggio operativo è una formula alternativa all'acquisto e al leasing che consente a un'attività imprenditoriale, dietro pagamento di un canone periodico,  di avere la disponibilità per una durata prestabilita (in genere a medio termine, dell'ordine degli anni) di un bene unitamente a una serie di servizi correlati. I beni necessari all'attività vengono acquistati da un soggetto (detto locatore) e dati in locazione (affitto) al cliente finale (detto locatario) senza che quest'ultimo, a fine contratto, ne diventi in automatico proprietario.

## Tipologie di beni
Generalmente rientrano in queste categorie sia beni comuni a molte aziende che beni strumentali all'esercizio della professione, in particolare beni molto costosi oppure beni soggetti, se acquistati, a un'obsolescenza così marcata che trasformerebbe la proprietà del bene in un peso e non in un vantaggio.
Le categorie principali sono:
- information Technology (hardware e software), apparati audiovisivi e di videocomunicazione, telecomunicazioni;
- sicurezza e sistemi di videosorveglianza;
- arredamento per ufficio;
- impianti idrico-sanitari come cucine e lavanderie;
- macchine per la pulizia industriale
- macchine movimento terra, gruppi elettrogeni ed attrezzature per l'edilizia
- strumenti di misura e controllo;
- apparecchiature elettromedicali;

## Termine della locazione
Al termine del periodo di contratto, il cliente ha la possibilità, talvolta per diritto automatico:
- di chiudere il contratto restituendo il bene;
- di prolungare la durata del contratto per un periodo di tempo prestabilito con lo stesso fornitore eventualmente sostituendo il bene;
- di acquistare il bene dal fornitore.

## Differenze con il leasing
Locazione operativa e leasing permettono entrambe di dilazionare il costo del bene in rate periodiche, ma hanno alcune differenze.
La locazione operativa fornisce sicurezza di pianificazione finanziaria e certezza della spesa senza le variabili dei costi addizionali. A differenza dell'acquisto tramite fido bancario o riscatto al termine di un contratto di leasing, il noleggio appesantisce in genere di meno il bilancio aziendale, perché risponde esclusivamente a criteri economici e non sottostà alle regole dell'ammortamento e dei criteri patrimoniali: secondo le normative IAS 17 (Europa) e FASB (USA) le aziende non hanno obbligo di iscrivere i beni in noleggio negli asset dei loro bilanci consolidati e il canone si può scaricare come si farebbe come un affitto, con notevoli benefici fiscali in termini di deducibilità. Rappresenta infine un modo di fare cassa (cash flow) in periodi di scarsa liquidità senza ricorrere a istituti di credito: l'azienda può vendere un bene a un'altra e poi da questa noleggiarlo.
La locazione operativa include nel prezzo servizi aggiuntivi proposti in collaborazione con i produttori o i distributori dei beni  (quali assicurazione, manutenzione e forniture di materiali consumabili) e permette di pagare solo un consumo effettivo del bene, ma espone a rischio di contenziosi al termine del noleggio sullo stato del bene che viene restituito al proprietario.
Il leasing permette di acquistare il 100% del bene, ma ha anche rate mediamente più alte che non includono formule di manutenzione e assicurazione. Inoltre ha vincoli di ammortamento che impongono in genere periodi relativamente più lunghi.